# Jake Neighbours
Jake Neighbours, född 29 mars 2002, är en kanadensisk professionell ishockeyforward som spelar för St. Louis Blues i National Hockey League (NHL). Han har tidigare spelat för Edmonton Oil Kings i Western Hockey League (WHL).
Neighbours draftades av St. Louis Blues i första rundan i 2020 års draft som 26:e spelare totalt.

## Statistik
| 2015–2016  | Airdrie Xtreme                  | AMBHL      | 35  | 22 | 18 | 40  | 64 | —  | — | — | —  | —  |
| 2016–2017  | Pursuit of Excellence U15       | CSSHL      | 30  | 27 | 41 | 68  | 16 | 5  | 5 | 6 | 11 | 2  |
|            | Pursuit of Excellence Elite U16 | CSSHL      | 4   | 4  | 1  | 5   | 6  | 1  | 1 | 0 | 1  | 0  |
| 2017–2018  | Calgary Buffaloes               | AMHL       | 33  | 26 | 31 | 57  | 12 | 5  | 1 | 3 | 4  | 12 |
|            | Edmonton Oil Kings              | WHL        | 11  | 0  | 4  | 4   | 6  | —  | — | — | —  | —  |
| 2018–2019  | Edmonton Oil Kings              | WHL        | 47  | 11 | 13 | 24  | 25 | 16 | 4 | 8 | 12 | 10 |
| 2019–2020  | Edmonton Oil Kings              | WHL        | 64  | 23 | 47 | 70  | 39 | —  | — | — | —  | —  |
| 2020–2021  | Edmonton Oil Kings              | WHL        | 19  | 9  | 24 | 33  | 17 | —  | — | — | —  | —  |
| 2021–2022  | St. Louis Blues                 | NHL        | 1   | 0  | 0  | 0   | 0  | —  | — | — | —  | —  |
| NHL totalt | NHL totalt                      | NHL totalt | 1   | 0  | 0  | 0   | 0  | —  | — | — | —  | —  |
| WHL totalt | WHL totalt                      | WHL totalt | 141 | 43 | 88 | 131 | 87 | 16 | 4 | 8 | 12 | 10 |

### Internationellt
| Källa: Uppdaterad: 2021-10-17 | Källa: Uppdaterad: 2021-10-17 | Källa: Uppdaterad: 2021-10-17 |         | Utv = Utvisningsminuter | Utv = Utvisningsminuter | Utv = Utvisningsminuter | Utv = Utvisningsminuter | Utv = Utvisningsminuter |
| År                            | Lag                           | Mästerskap                    | Matcher | Mål                     | Assists                 | Poäng                   | Utv                     |                         |
| ----------------------------- | ----------------------------- | ----------------------------- | ------- | ----------------------- | ----------------------- | ----------------------- | ----------------------- | ----------------------- |
| 2019                          | Kanada                        | Hlinka Gretzky                | 5       | 0                       | 0                       | 0                       | 4                       |                         |
| Junior totalt                 | Junior totalt                 | Junior totalt                 | 5       | 0                       | 0                       | 0                       | 4                       |                         |